# Barnesville (Minnesota)
Barnesville ist eine Kleinstadt (mit dem Status „City“) im Clay County im Nordwesten des US-amerikanischen Bundesstaates Minnesota. Das U.S. Census Bureau hat bei der Volkszählung 2020 eine Einwohnerzahl von 2.759 ermittelt.
Barnesville ist Bestandteil der Fargo–Moorhead Metropolitan Area.

## Geografie
Barnesville liegt auf 46°39′08″ nördlicher Breite und 96°25′11″ westlicher Länge und erstreckt sich über 5,75 km².
Benachbarte Orte von Barnesville sind Sabin (29,9 km nordwestlich), Hawley (33,4 km nordöstlich), Dunvilla (31,6 km östlich), Rothsay (25,7 km südöstlich) und Comstock (25,7 km westlich).
Die nächstgelegenen größeren Städte sind Fargo in North Dakota (44,8 km nordwestlich), Duluth am Oberen See (375 km östlich), Minneapolis (336 km südöstlich) und Sioux Falls in South Dakota (388 km südlich).
Die Grenze zu Kanada befindet sich 284 km nördlich.

## Verkehr
Entlang der nordöstlichen Stadtgrenze führt die Interstate 94, die hier auf einer gemeinsamen Strecke mit den U.S. Highway 52 verläuft. Im Norden des Stadtgebiets befindet sich der westliche Endpunkt der Minnesota State Route 34. Die in Nord-Süd-Richtung durch das Stadtgebiet verlaufende Minnesota State Route 9 bildet die Hauptstraße von Barnesville. Alle weiteren Straßen sind untergeordnete und teils unbefestigte Fahrwege sowie innerörtliche Verbindungsstraßen.
In Nordost-Südwest-Richtung verläuft eine Eisenbahnstrecke der zu RailAmerica gehörenden Otter Tail Valley Railroad.
Der Hector International Airport von Fargo befindet sich 49,9 km nordwestlich; der Minneapolis-Saint Paul International Airport liegt 360 km südöstlich.

## Demografische Daten
Nach der Volkszählung im Jahr 2010 lebten in Barnesville 2563 Menschen in 1013 Haushalten. Die Bevölkerungsdichte betrug 445,7 Einwohner pro Quadratkilometer. In den 1013 Haushalten lebten statistisch je 2,5 Personen.
Ethnisch betrachtet setzte sich die Bevölkerung zusammen aus 98,3 Prozent Weißen, 0,2 Prozent Afroamerikanern, 0,2 Prozent amerikanischen Ureinwohnern, 0,2 Prozent Asiaten, 0,1 Prozent Polynesiern sowie 0,2 Prozent aus anderen ethnischen Gruppen; 0,8 Prozent stammten von zwei oder mehr Ethnien ab. Unabhängig von der ethnischen Zugehörigkeit waren 0,7 Prozent der Bevölkerung spanischer oder lateinamerikanischer Abstammung.
29,8 Prozent der Bevölkerung waren unter 18 Jahre alt, 55,4 Prozent waren zwischen 18 und 64 und 14,8 Prozent waren 65 Jahre oder älter. 50,9 Prozent der Bevölkerung war weiblich.

Das mittlere jährliche Einkommen eines Haushalts lag bei 58.409 USD. Das Pro-Kopf-Einkommen betrug 24.431 USD. 5,4 Prozent der Einwohner lebten unterhalb der Armutsgrenze.